# Vrachier
Un vrachier este un cargou destinat transportului mărfurilor solide vrac. Deși Convenția SOLAS⁠(en)[traduceți] are o definiție mai restrânsă, în sens larg mărfurile transportate de un vrachier pot include cereale, nisip, minereuri etc. 
Prima navă cu aburi recunoscută ca fiind un vrachier a fost nava britanică transportatoare de cărbune John Bowes⁠(en)[traduceți] din 1852.